# 贝尔奈昂香槟
贝尔奈昂香槟（法語：Bernay-en-Champagne，法語發音：[bɛʁnɛ ɑ̃ ʃɑ̃paɲ]）是法国萨尔特省的一个旧市镇，属于马梅尔斯区。2019年1月1日，贝尔奈昂香槟与市镇讷维昂香槟合并为新市镇贝尔奈讷维昂香槟。

## 地理
贝尔奈昂香槟（48°4'27"N, 0°3'35"W）面积10.34 平方千米，位于法国卢瓦尔河地区大区萨尔特省，该省份为法国西北部内陆省份，北起顺时针与奥恩省、厄尔-卢瓦省、卢瓦-谢尔省、安德尔-卢瓦尔省、曼恩-卢瓦尔省和马耶讷省接壤，是法国大西部的入口，连接卢瓦尔河谷、布列塔尼和巴黎盆地。
与贝尔奈昂香槟接壤的市镇（或旧市镇、城区）包括：泰尼、圣桑福里安、讷维昂香槟。
贝尔奈昂香槟的时区为UTC+01:00、UTC+02:00（夏令时）。

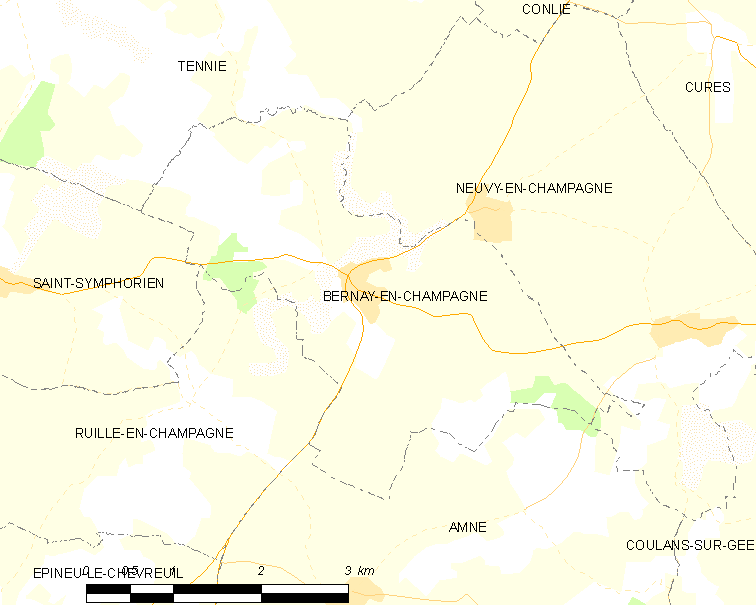
贝尔奈昂香槟的OSM定位图

## 行政
贝尔奈昂香槟的邮政编码为72240，INSEE市镇编码为72033。

## 政治
贝尔奈昂香槟所属的省级选区为卢埃县。

## 人口

1962-2008年间贝尔奈昂香槟人口变化图示

贝尔奈昂香槟于2015时的人口数量为494人。